# Albert Gobat
Charles-Albert Gobat, dit Albert Gobat, né le 21 mai 1843 à Tramelan et mort le 16 mars 1914 à Berne, est une personnalité politique suisse du canton de Berne, membre du Parti radical-démocratique. Il reçoit, conjointement à Élie Ducommun, le prix Nobel de la paix en 1902 pour l'établissement de la Convention de La Haye.

## Biographie
Albert Gobat naît le 21 mai 1843 à Tramelan, dans le canton de Berne. Son père, Charles Philibert Gobat, est pasteur ; sa mère est Caroline de la Reussille.
Après avoir passé sa maturité à Bâle en 1862, il suit des études de droit, d'histoire et de littérature à l'université de Bâle jusqu'en 1864 où il obtient son doctorat en droit à l'université de Heidelberg. Il poursuit ensuite ses études à Paris avant d'obtenir son brevet d'avocat en 1867 et d'exercer à Berne.
Député au Grand Conseil en 1882, il siège au Conseil d'État du canton de Berne de 1882 à 1912 où il est chef du Département de l'instruction publique (1884-1906) et de l'intérieur (1906-1912). Il est parallèlement membre du Conseil national de 1884 à 1890 et siège ensuite au Conseil des États de 1890 à 1914.

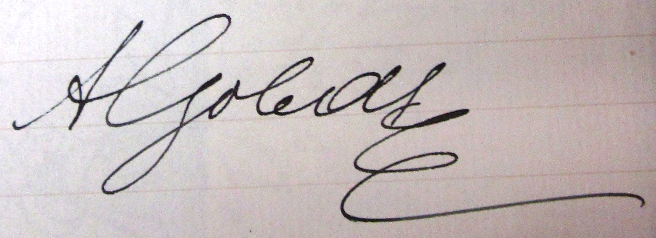
Signature de Gobat

Il est secrétaire général de l'Union interparlementaire de 1892 à 1909 puis directeur du Bureau international de la paix de 1911 à 1914.
En raison de leur engagement conjoint pour la paix, notamment pour l'établissement de la Convention de La Haye pour le règlement pacifique des différends en 1899, Gobat et Élie Ducommun reçurent ensemble, en 1902, le Prix Nobel de la paix.